# Schwäbisch Hall
Schwäbisch Hall (ali na kratko Hall) je mesto v nemški zvezni deželi Baden-Württemberg in glavno mesto okrožja Schwäbisch Hall. Mesto se nahaja v dolini Kocher v severno-vzhodnem delu dežele Baden-Württemberg, Nemčija.
Hall je bil Svobodno cesarsko mesto celih pet stoletij, dokler ni bil leta 1802 pripojen k Württembergu.

## Etimologija
Schwäbisch Hall je običajno v starih dokumentih zapisan le kot Hall. Prvi del imena "Schwäbisch", se nanaša na ime regije, Švabska (Schwaben v nemščini). Najverjetnejši izvor drugega dela imena Hall je zahodno germanska besedna skupina, ki pomeni »sušiti nekaj s segrevanjem«, verjetno se nanaša na metodo pridelave soli z ogrevanjem slane podtalnice.  Rudnik soli je bil zaprt leta 1925. 

## Zgodovina

### Zgodnja zgodovina
Sol so pridobivali na lokaciji Schwäbisch Halla že Kelti v petem stoletju. Prvič je to omenjeno v dokumentu z naslovom Öhringer Stiftungsbrief, ki sega v zadnja leta 11. stoletja. Verjetno je naselje najprej pripadalo grofom Comburg-Rothenburg in šlo od njih k cesarski dinastiji Hohenstaufen (okoli 1116). Verjetno je cesar Friderik I. Barbarossa, ki je ustanovil cesarsko kovnico in začel kovati tako imenovane hellerje. Hall je cvetel s proizvodnjo soli in kovancev. Leta 1204 je dobilo status mesta. 
Po padcu dinastije Hohenstaufen, se je Hall uspešno branil pred terjatvami plemiških družin v soseski (Schenken von Limpurg). Konflikt končno reši kralj Rudolf I. Habsburški leta 1280. To je omogočilo nemoten razvoj v Svobodno cesarsko mesto (Reichsstadt) Svetega rimskega cesarstva. Cesar Ludvik IV. Bavarski mu je podelil pravico poravnave notranjih konfliktov (Erste Zwietracht) v 1340. Po tem je mestu vladal notranji svet (Innerer Rat), ki je bil sestavljen iz dvanajstih plemičev, šest "srednjih meščanov" in osem obrtnikov. Vodja sveta je bil Stättmeister (župan). Druga faza notranjih konfliktov je trajala med 1510-1512 (Zweite Zwietracht), ko je imelo prevladujočo vlogo plemstvo. Soočenje s plemiškimi družinami je začel Stättmeister Hermann Büschler, čigar hči Anna Büschler je predmet popularne knjige harvardskega profesorja Stevena Ozmenta (»Županova hči: Škandal v nemškem mestu v 16 st.«). Vodilno vlogo je prevzela kakšna skupina družin, ki so predstavljale nov vladajoči razred. Med njimi so bili Bonhoefferji, predniki Dietricha Bonhoefferja.

### Srednji vek
Od 14. do 16. stoletja je Hall sistematično pridobival velika ozemlja v okolici, predvsem od plemiških družin in samostana Comburg. Bogastvo tega obdobja je mogoče videti v nekaterih gotskih stavbah, kot je  Cerkev svetega  Mihaela (obnovljena med 1427-1526) s svojim impresivnim stopniščem (1507). Že zelo zgodaj se je mesto pridružilo protestantski reformaciji. Johannes Brenz, privrženec  Martina Luthra, je postal pastor cerkve svetega Mihaela leta 1522 in je hitro začel reformirati cerkev in šolski sistem po luteranskih navodilih.
Hall je utrpel veliko škodo med tridesetletno vojno, čeprav ni bil nikoli oblegan ali prizorišče bitk. Vendar je bil prisiljen plačati ogromne vsote denarja vojskam različnih strani, še posebej imperialnim, švedskim in francoskim vojakom, ki so zagrešili številna grozodejstva in ropali po mestu in okolici. Med letoma 1634 in 1638 je vsak peti prebivalec umrl od lakote in bolezni, zlasti kuge. Vojna je pustila mesto obubožano in gospodarsko uničeno. S pomočjo reorganizacije proizvodnje in trgovine soli in rastoče trgovine z vinom, se je presenetljivo hitro pobralo.

### 17. stoletje do zgodnjega 20. stoletja
Požari so bili stalna grožnja večinoma lesenim hišam v mestu. Veliki požari v letu 1680 in še posebej leta 1728 so uničili velik del mesta, kar je imelo za posledico novogradnje v baročnem slogu, kot je primer Mestna hiša.
Napoleonske vojne so prinesle v zgodovino Halla konec statusa svobodnega cesarskega mesta. Po Lunévillskem miru (1801), je mesto od Napoleona prevzela vojvodina Württemberg in več drugih manjših držav, kot nadomestilo za ozemlja na levi strani Rena, ki so jih prevzeli Francozi. To je potekalo leta 1802 - Hall je izgubil svoje ozemlje in politično neodvisnost in postal Oberamtsstadt (primerljivo z občino). Lastništvo solin je bilo izročeno državi. Gospodarska kriza v 19. stoletju je mnoge državljane prisilila preseliti se v druge kraje v Nemčiji ali tujini, predvsem v ZDA. Medtem ko so druga mesta, kot Heilbronn zaradi industrijske revolucije vztrajno rasla, je prebivalstvo Halla stagniralo. Gospodarski položaj se je izboljšal v drugi polovici 19. stoletja. Glavni dejavnik je bila železniška proga v Heilbronnu (1862), vendar znatna rast mesta ni sledila. Šele leta 1920 in 1930 so bila zgrajena nova naselja v okolici starega mestnega jedra. Hall se je razširil tudi z vključitvijo Steinbacha (1930) in Hessentala (1936).
Leta 1827 je bilo ustanovljeno zdravilišče s sedežem na enem od otokov reke Kocher. Zlasti izgradnja železnice (1862) je postala precej pozitiven dejavnik. Dobro ohranjeno staro mesto je prineslo tudi naraščajoče število turistov. Od začetka 20. stoletja je Hall razvil številne prireditve. Še posebej dobro znane so gledališke produkcije, ki se vsako leto izvajajo v centru mesta na stopnicah svetega Mihaela.

### Nacistična Nemčija in 2. svetovna vojna
Leta 1934 je bil Hall uradno preimenovan v Schwäbisch Hall. V tretjem rajhu je bila zgrajena letalska baza Luftwaffe v Hessentalu. V času Kristalne noči 9. novembra 1938 so nacisti požgali lokalno sinagogo v Steinbachu in opustošili trgovine in hiše judovskih državljanov. Približno 40 judovski državljanov Schwäbisch Halla je padlo kot žrtev holokavsta v uničevalnih taboriščih v vzhodni Evropi. Leta 1944 je bilo ustanovljeno koncentracijsko taborišče v bližini železniške postaje Hall-Hessental. Železniška postaja v Hallu je bila cilj ameriškega letalskega napada 23. februarja 1945, vendar je bilo opustošenje v glavnem omejeno na predmestje St. Katharina in Unterlimpurg. Mesto je zasedla ameriška vojska 17. aprila 1945 brez resnega odpora. Čeprav je bilo več stavb uničenih ali poškodovanih, je bilo zgodovinskemu staremu mestu prizaneseno.

### Po 2. svetovni vojni
Leta 1960 je Schwäbisch Hall dosegel status Große Kreisstadt. To pomeni, da je mesto prevzelo nekatere naloge okrožja.

## Geografija

### Lega in površina
Schwäbisch Hall se nahaja na starem solnem izviru v dolini reke Kocher, na obeh straneh odprtih z več strmimi pobočji iz apnenca. Novejši deli mesta in pridružene vasi se nahajajo na obeh straneh reke na planoti Haller Ebene, ki je obdana z večjimi vzpetinami švabsko-frankovskega gozda (Schwäbisch-Fränkischen Walds). Širše območje ima delež v Naravnem parku Schwäbisch-Fränkische Waldberge, ravnice Kocher-Jagst in Hohenlohe-Haller.
104,23 km² celotnega mestnega območja je razdeljeno na okoli 55% kmetijskih zemljišč, 24% gozdov, 11% zgradb in 7% odprtih prostorov ter 3% druge prometne površine.

### Okrožja
Urbano območje Schwäbisch Hall je razdeljeno na 17 okrožij. Dve od teh sosesk (Steinbach in Hessental) sta že iz leta 1930, prej neodvisni skupnosti. v okviru občinske reforme leta 1970 je bilo sedem okoliških vasi ustanovljeno kot kraj s statusom Ortschaftsrat, ki ga vodi župan.

### Demografija
Na dan 31. decembra 2012 je imel Schwäbisch Hall 74.523 prebivalcev . Prebivalci Schwäbisch Halla prihajajo iz več kot 100 držav. Na dan 31. decembra 2008 je bilo 18.838 protestantov, 7375 katolikov in 10234 bodisi drugih vere ali nevernih. 

### Grb
Grb mesta je razdeljen na dva dela. V zgornji polovici kaže rumeni križ v rdečem krogu na rumenem ozadju, v spodnji polovici belo roko obrnjena navzgor z belimi robovi v modrem krogu na rdečem ozadju. Grb prikazuje dve plati Hellersa, srednjeveškega kovanca, ki so ga kovali v Schwäbisch Hall

## Pobratena mesta
- Francija Épinal, Lothringen (1964)
- Združeno kraljestvo Loughborough, Leicestershire (1966)
- Finska Lappeenranta (1985)
- Nemčija Neustrelitz, Mecklenburg-Vorpommern (1988)
- Poljska Zamość (1989)
- Turčija Balıkesir (November 2006)

## Arhitektura
Schwäbisch Hall ima mešanico zgodovinskih in sodobnih stavb. Starejše stavbe so večinoma srednjeveške in narejene po principu predalčne lesene gradnje, gotske in baročne dominirajo v središču mesta. Bolj sodobne stavbe so na obrobju in v predmestjih.

## Znamenitosti
- Protestantska župnijska cerkev Svetega Mihaela - hrani dragoceno opremo; oktobra 2013 je bil cerkvi podeljen znak evropske dediščine.[7]
- Comburg: Großcomburg, nekdanji benediktinski samostan, ustanovljen leta 1078. Grajsko poslopje stoji nad Steinbachom. Objekti, vključno stenski sprehod okrog celotnega kompleksa, so prosto dostopni. Kolegijska cerkev svetega Nikolaja kaže podobo romanskih stolpov in rekonstrukcije iz baročnega obdobja (1706-1715). Bogata notranjost obsega romanske umetniške zaklade, kot je lestenec in oltar, ki ga je mogoče videti z vodnikom. V Großcomburgu je zdaj sedež državne akademije za usposabljanje in razvoj kadrov v šolah. Pri Kleincomburgu, je bila leta 1108 ustanovljena cerkev St. Gilesa. Romanska stavba stoji na pol poti proti dolini.
- Grad Limpurg - razvaline gradu nad predmestjem Unterlimpurg z ostanki prazgodovinske  stene.
- Einkorn, gorski vrh nad Schwäbisch Hall-Hessental z opazovalnim stolpom in ruševinami baročne romarske cerkve 14 svetih pomočnikov.
- Spomenik koncentracijskemu taborišču na postaji Hessentaler v Schwäbisch Hall (1944/45).
- Judovsko pokopališče v Steinbachu
- Kunstautomaten (tudi Unikatautomat) - samopostrežni stroj Bernharda Deutscha, ki izdeluje majhne umetniške predmete.
- Akvadukt v spodnjem toku potoka Wettbachklinge. Objekt premosti dolino v trasi starega Hallerjevega  "Röhrenfahrt (lesen vodovod), ki je z vodo oskrboval mesto v naravnem naklonu iz območja izvira pri Breitensteinu.

## Pomen za Slovence
Na osnovi najnovejših odkritij je postalo znano, da je leta 1550, brez imena in letnice, izšel pri tiskarju Petru Frentzu, Trubarjev Katekizem. To dejstvo temelji na primerjavi njegovih tiskov s tiski drugih tiskarn in ponovni analizi virov, ki jih je izvedel Helmut Claus in objavil v Gutenbergovem letopisu 2013.